# Каменка (Олевский район)
Ка́менка (укр. Кам'янка) — село на Украине, основано в 1780 году, находится в Олевском районе Житомирской области.
Код КОАТУУ — 1824483601. Население по переписи 2001 года составляет 1466 человек. Почтовый индекс — 11033. Телефонный код — 4135. Занимает площадь 3,79 км².

## История
Современное село Каменка фактически состоит из двух сёл – собственно села Каменка, расположенного на берегу одноименной речки – левого притока реки Уборть, и села Долгоселье, расположенного запеднее от села Каменки, вдоль небольшой речки Неман, левого притока речки Каменки. Объеденение этих сёл произошло в советское время до Великой Отечественной войны, так как по состоянию на 1941 г. село Долгоселье на административном учёте не значилось.
Возникновение села Каменка относится к средине второй половине XVIII ст., и связано с обустройством дамбы в удомном месте на реке Каменка и сопутствующей ей создании водяной мельницы.
История села Долгоселье имеет более глубокие корни – считается что первое упоминание села было в 1514 или 1518 г., но историки, которые это утверждают не дают ссылку на конкретный документ. Именно в это время было упоминание Олевской волости и каких-то сёл рядом, которые от Юхна Обернеевича Волчковича перешли по его дочери к Ивашку Немиричу.. С этого времени род Немиричей владел Олевской волостью, в дом числе и селом Долгоселье до конца XVIII века.
Первое достоверное письменное упоминание села Долгоселье в описи Овручского замка 1552 г. (ошибочно указан 1545 г.), где указано «Сновидовичи, а Довгоселе а Кабанци, Новоселки Есифа Немирича». 
По поборовому реестру по уплате подымного с Овручского повета Киевского воеводства за 1571 г., Есиф Немирич в селе Долгосельи платил подать с трех человек, а ещё восемь «прочь ушли» и их дома стояли пустые.
По тарифу подымной подати, за 1628 г. Александр Немирич уплатил подать из села Долгоселье в Киевском воеводстве с 6 дымов (один дым – это большое  домохозяйство)  и 1 огородника.
По реестру собирания подымного c воеводства Киевского за 1640 г. Юрий Стефанович Немирич платил подать в селе Долгоселья с 57 дымов
По люстрации подымной подати Киевского воеводства в 1683 г., с села Долгоселье подать платилась за 4 дыма. Столь малое число домов обьясняется последствиями козацкой войны 1648-1659 гг..
По тарифу подымной подати Киевского воеводства за 1754 г. в селе Долгоселье Овручского повета платился налог с 40 домов (chałup).
По подымной переписи 1775 года в Долгосельи было 50 домов.
По данным поголовной переписи евреев, регулярно проводимых в Речи Посполитой: в 1765 г. в селе Долгоселье проживало 15 человек евреев (скорее всего учет был только взрослых мужского пола);  в 1778 и 1781 гг .в селе Каменка – 5 человек (это пока первые упоминание села);  в 1784 г. в Каменка – 4 человека. Это количество евреев есть довольно большим, что говорит о их коммерческом интересе, в данном случае они были заинтересованы в аренде водяной мельницы, как источника хорошего дохода.
После присоединения в 1795 г. Польши к Российской империи, наши села входили в состав Овручского уезда Волынской губернии, а после администативной реформы в 1861 г. в состав Олевской волости этого уезда. По принятой в России класификации, населенный пункт с церковью имел статус села, если церкви не было – это деревня, независимо от количества жителей.
По статистическим данным за 1866 г. в деревне Долгосельи было 77 дворов и проживало жителей: православных, муж. – 257, жен. – 265; евреев, муж. – 15, жен. – 13. В деревне Каменке в тоже время было 8 дворов и проживало жителей: православных, муж. – 30, жен. – 28.
По сведениям взятым из “Историко-статистическое описание церквей и приходов Волынской эпархии”, деревни Долгоселье и Каменка относились к приходу церки во имя Рождества Христова в селе Лопатичах, при этом в Долгосельи была часовня, постоенная прихожанами для покойников.
По данным первой всеобщей переписи населения Российской империи проведенной в 1897 г., в деревне Долгосельи было 820 жителей, муж. – 418, жен. – 402. Из них 700 были православными и 120 евреев.
По данным изданным изданным в 1906 г., в деревне Долгоселье было 186 дворов и 992 жителя, а в деревне Каменка – 25 дворов и 126 жителей.
По данным указаным на Военно-топографической карте (двухверстовке) изданной в 1915 г. по съемкам 1910-11 гг., в Долгосельи было 240 домов, в Каменке – 28.
В советское время, в 1923 г. был создан Каменский сельский совет в составе деревня Каменка, где было 173 дома и 873 жителя и деревня Долгоселье – 154 дома и 758 жителей.

## Адрес местного совета
11033, Житомирская область, Олевский р-н, с. Каменка, ул. Набережная, 39